# TVP Historia
TVP Historia ist ein polnischer Geschichtssender des öffentlich-rechtlichen Fernsehens TVP. Der Sender startete am 3. Mai 2007. TVP Historia konzentriert sich auf Filme, Dokumentarfilme, Serien, Theaterstücke und Magazine und ist digital unverschlüsselt über Eutelsat W3A und war bis Ende 2014 auch über Astra1 empfangbar.
Im Programm werden u. a. zahlreiche Sendungen aus vergangenen Jahrzehnten wiederholt, wie z. B. das Landesfestival des Polnischen Liedes in Opole und anderes Sendematerial von historischer Relevanz. Teilweise wird TVP-Archivmaterial dokumentarisch neu zusammengestellt. Ferner gibt es Gesprächssendungen und Interviews mit Personen der Zeitgeschichte zu historischen Themen, vorwiegend mit polnischem oder europäischem Bezug.